# Liste de publications importantes en statistique
Voici une liste de publications importantes en statistique, organisées par domaine.
Quelques raisons pour lesquelles une publication peut être considérée comme importante :
- Sujet créateur – Une publication qui a créé un nouveau sujet
- Découverte – Une publication qui a changé de manière significative les connaissances scientifiques
- Influence – Une publication qui a considérablement influencé le monde, ou qui a eu un impact massif sur l'enseignement de la statistique.

## Probabilité
Théorie analytique des probabilités
Auteur : Pierre-Simon Laplace
Publication : 1820 (3e éd.)
Version en ligne : Internet Archive ; CNRS, avec reconnaissance de caractères plus précis ; Gallica-Math, PDF
Description : Introduction de la transformation de Laplace, les familles exponentielles et prieurs conjugués dans la statistique bayésienne. Pionnier en statistique asymptotique, il a prouvé une première version du théorème de Bernstein-von Mises sur la non-pertinence de la distribution a priori (régulière) sur la distribution postérieure limitant, mettant en évidence le rôle asymptotique de l'information de Fisher. Il étudie l'influence de la médiane et de l'asymétrie dans l'analyse de régression. Inspiré du domaine de la régression robuste, Laplace a proposé la distribution de Laplace et a été le premier à fournir des alternatives à l'œuvre de Carl Friedrich Gauss sur les statistiques.
Importance : Création d'un sujet, progrès, Influence

## Statistique mathématiques
Mathematical Methods of Statistics
Auteur : Harald Cramér
Publication : Princeton Mathematical Series, vol. 9. Princeton University Press, Princeton, N. J., 1946. xvi+575 pp. (Une première version a été publiée by Almqvist & Wiksell en Uppsala, Suède, mais avait peu de circulation à cause de la Seconde Guerre mondiale.)
Description : Écrit avec soin. Prise en compte de la mesure théorique des probabilités pour les statisticiens, ainsi que le traitement mathématique minutieux des statistiques classiques.
Importance : Langage standard pour les statistiques avancées dans le monde anglo-saxon, après son adoption en France et en URSS.
Statistical Decision Functions
Auteur: Abraham Wald
Publication : 1950. John Wiley & Sons.
Description : Exposition de la théorie statistique de la décision en tant que fondements de la statistique.
Importance : Relevé du statut mathématique de la théorie statistique et a attiré des statisticiens mathématiques comme John von Neumann, Aryeh Dvoretzky, Jacob Wolfowitz, Jack C. Kiefer, et David Blackwell.
Testing Statistical Hypotheses
Auteur : Erich Leo Lehmann
Publication : 1959. John Wiley & Sons.
Description : Exposition de tests d'hypothèse statistique en utilisant la théorie de la décision d'Abraham Wald, avec une certaine utilisation de la mesure la probabilité théorique.
Importance : A rendu les idées de Wald accessible. Collecté et organisé de nombreux résultats de la théorie statistique qui ont été dispersés dans des articles de journaux.

## Statistique bayésienne
An Essay towards solving a Problem in the Doctrine of Chances
Auteur : Thomas Bayes
Publication : 1763-12-23
Version en ligne : « An Essay towards solving a Problem in the Doctrine of Chances. By the late Rev. Mr. Bayes, F.R.S. communicated by Mr. Price, in a Letter to John Canton, A.M. F.R.S. » [PDF], Department of Mathematics, University of York
Description: Dans cet article, Bayes aborde le problème de l'utilisation d'une séquence « d'essais » identiques pour déterminer la probabilité par essais de « succès » — le problème de probabilité inverse. 
Importance : Création d'un sujet, progrès, Influence

On Small Differences in Sensation
Auteur : Charles Sanders Peirce et Joseph Jastrow
Publication: Charles Sanders Peirce et Joseph Jastrow, « On Small Differences in Sensation », Memoirs of the National Academy of Sciences, vol. 3,‎ 1885, p. 73–83 (lire en ligne)
Version en ligne : http://psychclassics.yorku.ca/Peirce/small-diffs.htm
Description : Peirce et Jastrow utilisent la régression logistique pour estimer les probabilités subjectives, après une répétition contrôlée aléatoire des conceptions de mesures,.
Importance : Pionnier des probabilités subjectives,.
Truth and Probability
Auteur : Frank P. Ramsey
Publication : * Ramsey, Frank Plumpton; Truth and Probability (PDF), Chapter VII in The Foundations of Mathematics and other Logical Essays (1931).
Version en ligne: http://cepa.newschool.edu/het//texts/ramsey/ramsess.pdf
Description : Ramsey propose d'élucider la probabilité subjective d'une personne pour une proposition en utilisant une séquence de paris. Ramsey décrit son travail d'élaboration de quelques idées pragmatiques de C. S. Peirce.
Importance : A popularisé le « test Ramsey » pour déclencher des probabilités subjectives.
Bayesian Inference in Statistical Analysis 
Auteur : George E. P. Box et George C. Tiao
Publication : Addison Wesley Publishing Co., 1973. Réimprimé 1992: Wiley  (ISBN 0471574287)
Description La première analyse complète de l'inférence bayésienne pour de nombreux problèmes statistiques.
Importance : Comprend un grand corps de recherche sur l'analyse bayésienne pour les problèmes, composants de la variance, modèles linéaires et des statistiques multivariées.
Theory of Probability
Auteur : Bruno de Finetti
Publication : Deux volumes, A.F.M. Smith and A. Machi (trs.), New York: John Wiley & Sons, Inc., 1974, 1975.
Description La première déclaration détaillée de la position subjective opérationnelle, datant de la recherche d'auteur des années 1920 et 30.
Importance : Met en avant les variables aléatoires échangeables qui sont souvent des mélanges de variables aléatoires indépendantes.
Introduction to statistical decision theory
Auteur : John W. Pratt, Howard Raiffa, et Robert Schlaifer
Publication : édition préliminaire, 1965. Cambridge, Mass.: MIT Press, 1995.
Description Exposition détaillée de la théorie statistique de la décision, les statistiques et l'analyse décisionnelle à partir d'un point de vue bayésien.
Importance : A considérablement étendu le champ d'application de la statistique bayésienne appliquées en utilisant prieurs conjugués pour les familles exponentielles. Pendant de nombreuses années, il a été nécessaire pour tous les étudiants de doctorat à Harvard Business School.

## Série temporelle
Time Series Analysis Forecasting and Control
Auteurs : George E.P. Box et Gwilym M. Jenkins
Publication : Holden-Day, 1970
Description : Approche systématique a ARIMA et au modelling ARMAX
Importance : Ce livre présente ARIMA, et des modèles d'entrée-sortie associés, étudie comment les adapter et développe une méthodologie pour la prévision et le contrôle des séries temporelle. Il a changé l'économétrie, le contrôle de processus et de prévision.

## Statistique appliquée
Statistical Methods for Research Workers
Auteur : R.A. Fisher
Publication : Edinburgh: Oliver & Boyd, 1925 (1re édition); London: Macmillan, 1970 (15e édition)
Version en ligne : http://psychclassics.yorku.ca/Fisher/Methods/
Description : Le manuel d'origine pour les chercheurs, en particulier les biologistes, sur la façon d'évaluer statistiquement les données numériques.
Importance : Texte très influent par le père de la statistique moderne qui est resté d'actualité depuis plus de 50 ans. Responsable de l'utilisation répandue des tests de signification statistique.
Statistical Methods
Auteur : George W. Snedecor
Publication : 1937, Collegiate Press
Description : L'un des premiers textes complets sur les méthodes statistiques.
Importance : Influent
Principles and Procedures of Statistics with Special Reference to the Biological Sciences.
Auteurs : Steel, R.G.D, et Torrie, J. H.
Publication : McGraw Hill (1960) 481 pages
Description : Excellente texte d'introduction pour l'analyse de la variance. Mais aussi l'analyse de covariance, la régression multiple et partielle, la corrélation, la régression non-linéaire, et des analyses non-paramétriques. Ce livre a été écrit avant que les programmes informatiques étaient disponibles, il donne les détails nécessaires pour effectuer les calculs manuellement. Cité dans plus de 1.381 publications entre 1961 et 1975.
Importance : Influent
Biometry : The Principles and Practices of Statistics in Biological Research 
Auteurs : Robert R. Sokal; F. J. Rohlf
Publication : 1re éd. W. H. Freemann (1969); 2e éd. W. H. Freemann (1981); 3e éd. Freeman & Co. (1994)
Description : Manuel clé sur la Biométrie : l'application de méthodes statistiques pour l'étude descriptive, expérimentale et analytique des phénomènes biologiques.
Importance Cité dans plus de 7,000 publications.

## Analyse de survie
Nonparametric estimation from incomplete observations
Auteur : Kaplan, EL et Meier, P
Publication : 1958, Journal of the American Statistical Association, volume 53, pages 457-481. JSTOR:2281868
Description : Première description de l'estimateur de Kaplan-Meier désormais omniprésent des fonctions de survie.
Importance : Progrès, Influent
A generalized Wilcoxon test for comparing arbitrarily singly-censored samples
Auteur : Gehan, EA
Publication : 1965, Biometrika, volume 52, pages 203-223. DOI 10.1093/biomet/52.1-2.203
Description : Première présentation de l'extension du test de Wilcoxon à des données censurées
Importance : Influent
Evaluation of survival data and two new rank order statistics arising in its consideration
Auteur : Mantel, N
Publication : 1966, Cancer Chemotherapy Reports, volume 50, pages 163-170. PubMed
Description : Le développement du test de logrank pour les données de survie censurées.
Importance : Création d'un sujet, Progrès, Influent
Regression Models and Life Tables
Auteur : Cox, DR
Publication : 1972, Journal of the Royal Statistical Society, Séries B, volume 34, pages 187-220. JSTOR:2985181
Description : Article introduisant des modèles semi-paramétriques proportionnels (modèles de Cox) pour les données de survie
Importance : Création d'un sujet, Progrès, Influent
The Statistical Analysis of Failure Time Data
Auteur : Kalbfleisch, JD et Prentice, RL
Publication : 1980, John Wiley & Sons, New York
Description : Premier texte complet couvrant les méthodes d'estimation et d'inférence du temps pour les analyses d'événements
Importance : Influent

## Meta analysis
Report on Certain Enteric Fever Inoculation Statistics
Auteur : Pearson, K
Publication : 1904, British Medical Journal, volume 2, pages 1243-1246 PubMed
Description : Généralement considéré comme la première synthèse des résultats d'études distinctes, même si aucune des méthodes statistiques formelles pour combiner les résultats sont présentés.
Importance : Progrès, Influent
The Probability Integral Transformation for Testing Goodness of Fit and Combining Independent Tests of Significance
Author : Pearson, ES
Publication : 1938 Biometrika, volume 30, pages 134-148 DOI 10.1093/biomet/30.1-2.134
Description : Une des méthodes d'abord publié pour combiner formellement les résultats de différentes expériences
Importance : Progrès, Influent
Combining Independent Tests of Significance
Auteur : Fisher, RA
Publication : 1948, The American Statistician, volume 2, page 30
Description : Une des méthodes d'abord publié pour combiner formellement les résultats de différentes expériences
Importance : Progrès, Influent
The combination of estimates from different experiments
Auteur : Cochran, WG
Publication : 1954, Biometrics, volume 10, page 101-129
Description : Un traitement complet des différentes méthodes pour combiner formellement les résultats des différentes expériences
Importance : Progrès, Influent

## Experimental design
On Small Differences in Sensation
Auteur : Charles Sanders Peirce et Joseph Jastrow
Publication : Charles Sanders Peirce et Joseph Jastrow, « On Small Differences in Sensation », Memoirs of the National Academy of Sciences, vol. 3,‎ 1885, p. 73–83 (lire en ligne)
Online version : http://psychclassics.yorku.ca/Peirce/small-diffs.htm
Description : Peirce et Jastrow utilisent la régression logistique pour estimer les probabilités subjectives,.
Importance : La première expérience randomisée; elle semble avoir été la première expérience pour estimer les probabilités subjectives,.
The Design of Experiments
Auteur : Fisher, RA
Publication : 1935, Oliver et Boyd, Edinburgh
Description : Le premier manuel sur la conception expérimentale
Importance : Influent,,
On the Experimental Attainment of Optimum Conditions (with discussion)
Auteur : George E. P. Box et K. B. Wilson.
Publication : (1951) Journal of the Royal Statistical Society Séries B 13(1):1–45.
Description : Introduction de la conception composite central de Box-Wilson pour le montage d'un polynôme quadratique.
Importance : Introduction d'une méthodologie des surfaces de réponse.